# Slipknot
Slipknot je americká metalová skupina, založená roku 1995 v Des Moines v Iowě bubeníkem Shawnem Crahanem, bývalým zpěvákem Andersem Colsefnim a baskytaristou Paulem Grayem. Skupina má celkem devět členů, mezi něž patří Corey Taylor (zpěv), Mick Thomson a Jim Root (kytary), Alessandro Venturella (baskytara),  Shawn Crahan (perkuse a vokály v pozadí), Sid Wilson (DJ) a Michael Pfaff (perkuse a vokály v pozadí) a Eloy Casagrande (bicí). 
Oproti dnešní devítičlenné sestavě, byla při vzniku skupina tvořena pouze šesti členy – Anders Colsefni byl na pozici zpěváka, Donnie Steele a Josh Brainard (na krátkou dobu i Craig Jones) hráli na kytaru, Joey Jordison hrál na bicí, Shawn Crahan na perkuse a Paul Gray na baskytaru. Z těchto původních členů již zůstal pouze Shawn Crahan.
Skupina je známá především svým drsným osobitým stylem a také vzhledem – členové nosí stejné kostýmy v podobě pracovních kombinéz, bizarní masky a původní členové mají přiřazeno číslo, jež slouží jako jejich alias.

## Historie

### Rané začátky
Kapela Slipknot (v doslovném překladu Klouzavý Uzel) vznikla v roce 1993, kdy se dva kamarádi, Anders Colsefni a Shawn Crahan, rozhodli založit skupinu. Jelikož ale vše nešlo tak, jak si přáli, kapela se rozpadla a znovu se dala dohromady až v roce 1995. Shawn Crahan kontaktoval svého přítele Paula Graye, který byl v té době v Los Angeles. Ten do skupiny vstoupil se svým přítelem, Natahanem Jonasem Jordisonem. Ke skupině se postupem času přidávali další členové jako např. Donnie Steele a Josh Brainard, kteří hráli v různých místních kapelách. Shawn Crahan v té době vlastnil ve městě klub, kde skupina odehrála většinu svých koncertů.
Před jejich prvním koncertem, na Halloween roku 1995, přišel Shawn Crahan s nápadem vystupovat v maskách. Současně se tak stal také prvním členem, který se svou maskou vystoupil. Ostatní členové kapely byli zprvu proti, postupem času však začali masky nosit všichni. To vytvořilo v očích jejich posluchačů tajemný dojem spojovaný s touto kapelou. Kolovaly i různé konspirační teorie, zda jsou členové vůbec lidské osoby. Dnes již si Slipknot bez masek dovede představit jen málokdo. Za ta léta se staly součástí image kapely.

### AlbumMate. Feed. Kill. Repeat.
Poté za své vlastní peníze vydali své první album Mate. Feed. Kill. Repeat., které je spíše bráno jako demonahrávka. Vydalo se 1000 kusů a bylo okamžitě vyprodáno. Na této nahrávce se nachází 8 skladeb, z nichž některé se v různě upravených verzí později objevily na studiových albech (např. upravená verze první skladby „Slipknot“ se s názvem „(sic)“ za tři roky objevila na eponymním albu). Do skupiny vstoupil nový člen Craig Jones, který nahradil Donnieho Steela. Craig Jones hrál původně na kytaru, ale po zjištění, že – jak sám tvrdil – byl jediný z celé kapely, kdo věděl, že něco podobného vůbec existuje, se začal naplno věnovat samplům a hře na klávesy. Jeho místo kytaristy nahradil další nový člen, Mick Thomson.
Kapela se začínala pomalu prosazovat a Shawn Crahan přivedl do kapely Coreyho Taylora, jež stojí za velkou částí dnešních úspěchů Slipknot. To se ovšem nelíbilo Andersovi Colsefinimu, a proto kapelu opouští a zakládá si vlastní.
S příchodem Coreyho se kapela začala lišit od ostatních kapel. Každý člen dostal jedno číslo (od 0 do 8) a začali vystupovat v bláznivých kostýmech, např. Corey Taylor se převlékal za kněze. Později začali nosit kombinézy. Brzy přicházejí další dva noví členové Greg Welts a Sid Wilson. Ovšem Greg v kapele dlouho nevydrží a po dalších změnách i Chris Fehn, který v kapele působil do 18. března 2019, kdy byl vyhozen.
Potom začala skupina spolupracovat s Rossem Robinsonem, který už měl zkušenosti jako producent s jinými, v té době již známými, kapelami. Slipknot sice dostali nabídky i od jiných společností, ale rozhodli se pro tu založenou Rossem.
S touto společností tedy v roce 1999 Slipknot vydávali své již druhé album se stejným názvem jako sama skupina, Slipknot. Album sklidilo obrovský úspěch po celém světě. Slipknot se vydali na turné za propagací svého alba na vyhlášený Ozzfest. Album se stalo velmi rychle platinovým.

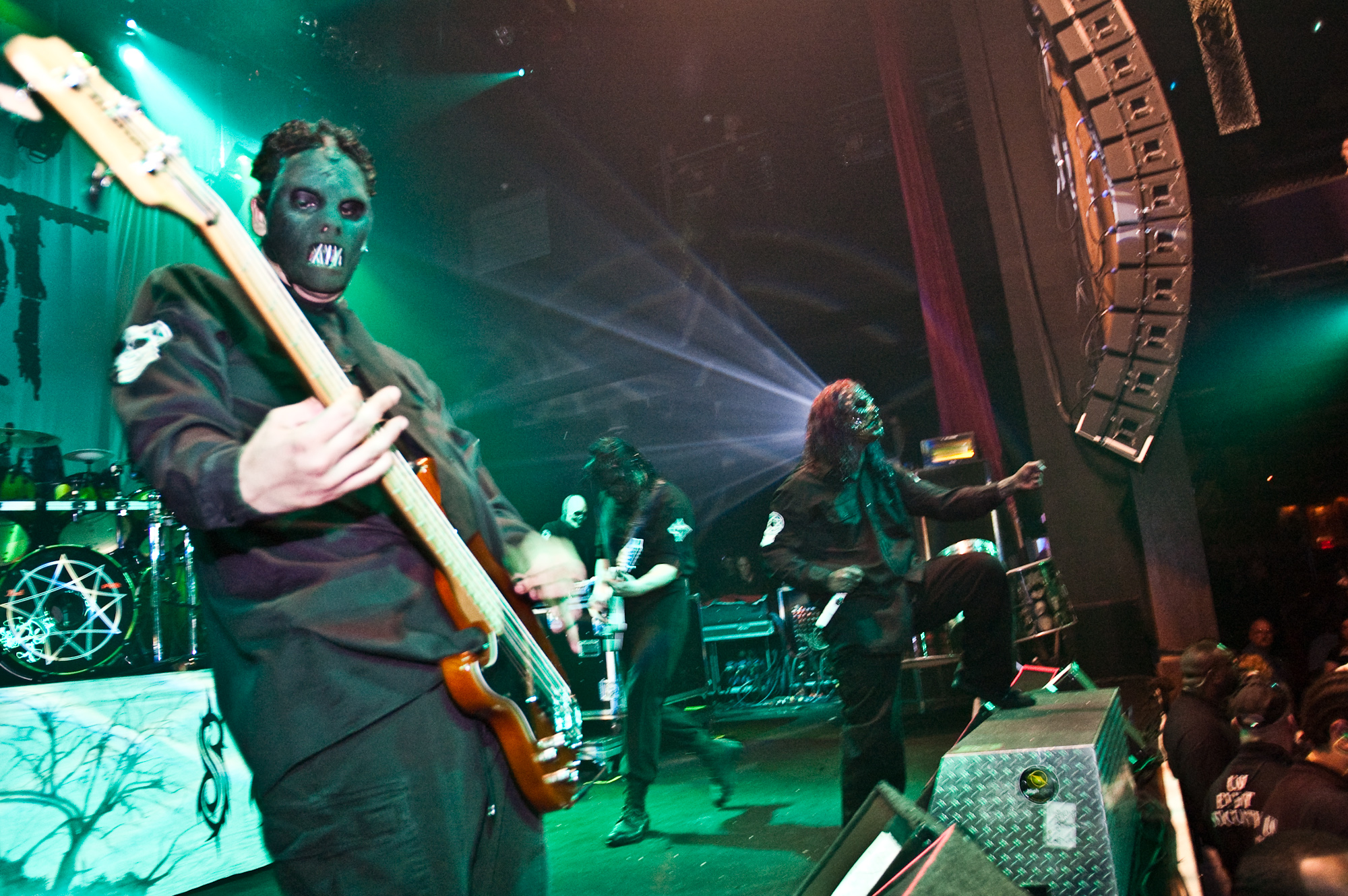
Slipknot v roce 2005

Slipknot se poté vydali na turné po USA s méně známými skupinami. Následovalo ohromné turné se skupinou System of a Down. Slipknot nevynechali ani starý kontinent, takže skoro žádný fanoušek nepřišel zkrátka.
Další vydané album neslo název Iowa (2001). Na toto album se upíral zrak mnoha hudebních kritiků i fanoušků a Slipknot opět nezklamali.
Dalším počinem bylo DVD Disasterpieces, které se též stalo platinovým.
Album vydané v roce 2004, a to Vol. 3: (The Subliminal Verses), vyvolalo mezi fanoušky rozporuplné reakce.
V roce 2008 Slipknot vydali své již čtvrté album nazvané All Hope Is Gone, které je už platinové v USA, Austrálii a Japonsku. Po vydání alba se kapela vypravila na světové turné, které začalo jejich velkým návratem na pódia festivalu The Rockstar Tour. Kapela při novém CD a turné změnila image svých masek a kombinéz.
V roce 2009 kapela zahájila turné v Japonsku. Potom pokračovali v Austrálii a Novém Zélandu. Měli vystoupit v Izraeli, ale podle zpráv kapely zde z rodinných důvodů nevystoupili. V Moskvě hráli na vyprodaném olympijském stadionu. Potom kapela přes Oslo, Stockholm a Berlín projížděla Evropu a následovalo Severoamerické turné, kterým zakončili světové turné nazvané All Hope is Gone Tour 2009. Dne 10. června 2009 měla kapela vystoupení v ostravské ČEZ Aréně.

### Smrt Paula Graye
Dne 24. května 2010 byl baskytarista kapely Paul Gray nalezen mrtvý v hotelovém pokoji Town Plaza hotel v Urbandale ve státě Iowa. Příčinou jeho smrti bylo předávkování morfinem a léky proti bolesti.
Dne 11. března 2011 Slipknot oznámili prostřednictvím webu jméno baskytaristy, který na nadcházejícím koncertním turné nahradil zesnulého Paula Graye. Na jeho místo nastoupil Donnie Steele, který stál u zrodu kapely jako její první kytarista. Podle muzikantů ho vybrali proto, že se v posledních letech úzce spřátelil právě se Paul Grayem a mimo jiné byl v minulosti součástí kapely. „Donnie byl v kapele od začátku a místo toho, abychom hledali venku, zvolili jsme kvůli Paulovi člověka, který už v naší rodině je. Donnieho s Paulem pojilo veliké přátelství a nemůžeme přijít na jinou cestu, jak důstojně požehnat jeho památce než s někým, kdo tam s námi na startu byl. Všichni se zase těšíme na pódium, kde v létě uctíme Paulovu památku s našimi rodinami v Evropě a Brazílii,“ oznámila kapela. Donnie Steel brzy kapelu opustil a nahradil ho Alessandro Venturella.

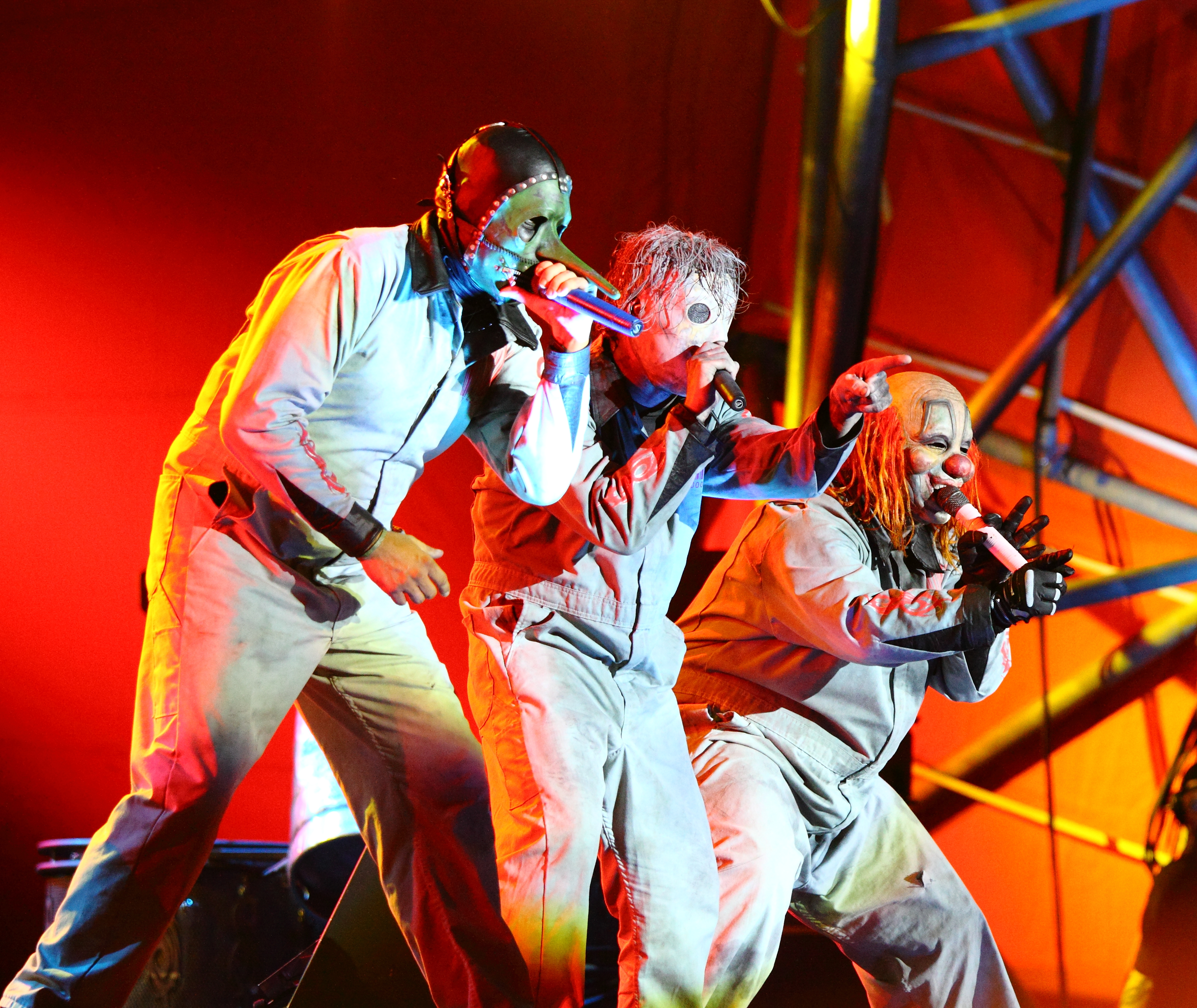
Skupina během vystoupení v roce 2013

Po šestileté odmlce a ztrátě dvou zakládajících členů (Joey Jordison, Paul Gray) kapela vydala na podzim 2014 nové album .5: The Gray Chapter jako poctu zemřelému baskytaristovi Paulu Grayovi. Po prvním týdnu prodeje v USA, Austrálii a Japonsku se stala na zdejších trzích nejprodávanější deskou. V ČR odstartovala na devátém místě prodávaných desek.
Kapela v rámci evropského turné k pátému albu vystoupila 27. ledna 2016 v pražské O2 Aréně.
Kapela v roce 2019 vydala  album s názvem We Are Not Your Kind. Frontman kapely, Corey Taylor, prohlásil, že nové album bude temnější a brutálnější, než předešlá alba, na stejné úrovni jako druhé album lowa.
V roce 2019 kapelu, podle jeho slov kvůli finančním podvodům Shawna a Coreyeho opustil Chris Fehn. V roce 2021 zemřel Joe Jordison.
Dne 19. července 2022 kapela oznámila vydání svého sedmého alba s názvem The End, So Far, spolu s druhým singlem z alba „The Dying Song (Time to Sing)“. Album bylo vydáno v září téhož roku.
Dne 7. června 2023 kapela oznámila, že se rozloučila se samplerem a klávesistou Craigem „133“ Jonesem, který byl jejím členem od roku 1996.
Dne 9. prosince 2023 kapela oznámila první část svého turné k 25. výročí, které zahrnuje zastávky ve Velké Británii a Evropě. Během turné byl oznámen nový bubeník skupiny Eloy Casagrande. V lednu 2025 Shawn Crahan v rozhovoru na Knotfestu prozradil, že se pracuje na novém albu.

## Členové

### Současní členové
- (#6) Shawn Crahan – perkuse, doprovodné vokály (od r. 1995)
- (#7) Mick Thomson – kytara (od r. 1996)
- (#8) Corey Taylor – zpěv (od r. 1997)
- (#0) Sid Wilson – DJ (od r. 1998)
- (#4) James Root – kytara (od r. 1999)
- Alessandro Venturella (V-Man) – baskytara (od r. 2014)
- Michael Pfaff – perkuse, klávesy (od r. 2019)
- Eloy Casagrande – bicí (od r. 2024)

### Bývalí členové
- Anders Colsefni – zpěv, perkuse (1995–1997); později doprovodné vokály (s příchodem Coreyho Taylora)
- Donnie Steele – kytara (1995–1996); baskytara (2011–2014)
- (#3) Greg „Cuddles“ Welts – perkuse, doprovodné vokály (1997–1998)
- (#4) Josh „Gnar“ Brainard – kytara, doprovodné vokály (1995–1998)
- (#2) Paul Gray – baskytara, doprovodné vokály (1995–2010; v r. 2010 zemřel)
- (#1) Joey Jordison – bicí (1995–2013; v r. 2021 zemřel)
- (#3) Chris Fehn – perkuse, doprovodné vokály (1998–2019)
- (#5) Craig „133“ Jones – samply, klávesy (1996–2023); kytara (1996)
- Jay Weinberg – bicí (2014–2023)

## Diskografie

### Studiová alba
- 1999: Slipknot
- 2001: Iowa
- 2004: Vol. 3: (The Subliminal Verses)
- 2008: All Hope Is Gone
- 2014: .5: The Gray Chapter
- 2019: We Are Not Your Kind
- 2022: The End, So Far

### Demo alba
- 1996: Mate. Feed. Kill. Repeat.

## Masky
Masky jsou velmi ikonickou součástí Slipknot. S nápadem používat masky přišel Shawn Crahan. Zbytek kapely původně nesouhlasil, ale později už nosil masku každý člen. Na první album si členi vytvářeli masky sami z již vyrobených masek které upravily ke své podobě. Od alba Iowa už byly masky vytvářeny profesionálně. Také si je pozval umělec Screaming Mad George aby každý člen řekl svůj návrh a udělali prototyp masky. Některé z nich se používaly při albech Iowa a Vol.3.